# Mercedes-Benz W112
Mercedes-Benz W112, на рынке известный как Mercedes-Benz 300SE — полноразмерный роскошный автомобиль немецкого автопроизводителя Mercedes-Benz, производившийся с 1961 по 1967 год. Один из предшественников современного S-класса. Выпускался в кузовах седан, купе и кабриолет.
Mercedes-Benz W112 основан на платформе W111; внешне он отличается от данной серии только более обширной хромированной отделкой, а также салоном с более высоким качеством интерьера с применением кожи и благородных пород древесины; технически — инжекторным шестицилиндровым двигателем M189 с большим блоком цилиндров и рабочим объёмом в 3 литра, пневмоподвеской, гидроусилителем руля и автоматической коробкой передач, дисковыми тормозами всех колёс, а также самоблокирующимся дифференциалом на задней оси.
Всего за время производства было выпущено 5202 автомобилей в кузове седан, 2419 купе, 708 кабриолетов и 1546 с удлинённой колёсной базой.

## История
В конце 1950-х годов концерн Daimler AG приступил к проведению политики стандартизации, планируя унифицировать весь модельный ряд автомобилей на одной платформе следующего поколения. Выпуск всех 2-дверных версий 300S (W187) закончился в 1957 году, а в 1958 году появилась модель 220SE «Понтон» (W128) с топливным впрыском. Новое поколение моделей «fintail» было введено в 1959 году. Первыми стали седаны 220/220S/200SE (Mercedes-Benz W111), а также четырёхцилиндровый 190 (Mercedes-Benz W110) и 190D. Замена для большого седана W189 300 находилась в разработке. Вместо разработки новой платформы было принято решение об установке шестицилиндрового 3-литрового двигателя от W189 в кузов W111. Эта платформа в то время была наиболее прогрессивной в молельном ряду Mercedes-Benz и позволяла реализовать различные инновации — такие как, к примеру, зоны программируемой деформации, защищающие водителя и пассажиров при столкновении.
В итоге осенью 1961 года на Франкфуртском автосалоне компания Mercedes-Benz представила новую модель Mercedes-Benz W112 300SE — автомобиль имевший одинаковый с W111 кузов, но предназначенный для замены роскошной серии W186 300 и лимузинов W189. С этого автомобиля компания начала использовать литеру «S» в обозначении собственных больших седанов. 300SE отличался хорошей по тем временам пассивной безопасностью, роскошной отделкой  и оснащением. Автомобиль имел складывающуюся при ударе рулевую колонку и изначально рассчитанные зоны смятия кузова спереди и сзади. Внешне модель получила овальные вертикальные фары. Особым отличием от всех других транспортных средств, построенных компанией Mercedes-Benz, является шильдик на крышке багажника: надпись «300 SE» была снабжена хромированной окантовкой. Подобное оформление использовалось на всех седанах W112 с 1961 по 1965 год.
Чтобы отделить автомобиль W112 от W111 компания продавала эти модели в разных салонах, а также создала для них отдельные рекламные брошюры. В феврале 1962 года были представлены варианты в кузовах купе и кабриолет.
С марта 1963 года появилась версия с удлинённой (на 10 см) колёсной базой 300SE long, которая продолжает формировать основу удлинённых лимузинов компании. Стоимость классического седана на 1963 год составляла 24 500 немецких марок, длиннобазного варианта — 27 800. В это же время компания представила истинную замену для Аденауэра в лице нового автомобиля W100 600. В результате спрос на W112 упал, а объёмы производства резко снизились: в 1962 году было выпущено в общей сложности 2769 единиц модели, но в следующем году этот показатель снизился до 1382.
Выпуск седана завершился в июле 1965 года с приходом серии W108/109. Производство купе и кабриолета продолжался до 1967 года, уже после того, как седан был снят с производства. В 1967 году компания приняла решение прекратить выпуск шестицилиндрового двигателя M189, окончательно устаревшего с конструктивной точки зрения. Вместе с ним руководство решило прекратить и выпуск Mercedes-Benz W112.
Купе и кабриолет Mercedes-Benz W112 послужили базой для создания более поздних родстеров Mercedes-Benz R107 и купе C107 в 1970-х годах.

## Описание

### Ходовая часть

#### Подвеска
Рама автомобиля выполнена из стали. Передняя подвеска независимая на двойных поперечных рычагах, задняя — однорычажная с независимой подвеской колёс и регулятором уровня. И передние и задние пружины представляют собой пневматические баллоны с торсионным стабилизатором. С обеих сторон установлены телескопические амортизаторы.
Привод автомобиля на задние колёса.

#### Трансмиссия
Автоматическая коробка в автомобиле Mercedes-Benz W112 стала стандартом (в качестве опции предлагалась МКПП). Модель оснащался гидроусилителем руля и пневматической подвеской, которых не было даже в самой дорогой модификации W111 под названием 220SE.

#### Тормозная система
На автомобиле установлена двухконтурная гидравлическая тормозная система с вакуумным усилителем, действующим на передние и задние колёса. Спереди установлены 253 мм диски, сзади — 255 мм.
Стояночный тормоз (ручной тормоз) механический, действует на задние колёса.

#### Колёса
На автомобиле установлены 5 1/2 JK x 13 B диски из листовой стали с 7.50 H 13 шинами.

### Двигатель
Автомобиль оснащался 6-цилиндровым SOHC двигателем M189 (III поколение / 189.984) рабочим объёмом в 3 литра, выдававшим мощность в 160 л.с. (118 кВт) и 250 Н·м крутящего момента при 3800 об/мин. Максимальная скорость составляла 180 км/ч.
После 1964 года двигатель был модернизирован (M189 V / 189.986) и генерировал мощность в 170 л.с. (125 кВт) и 249 Н·м крутящего момента при 4000 об/мин. Максимальная скорость повысилась до 190 км/ч.
Впрыск топлива с механической регулировкой производился во впускной коллектор. В начале производства силовой агрегат интегрировался 2-поршневым ТНВД производства фирмы Bosch, с 1964 года — 6-поршневым. Охлаждение производилось при помощи
воды, подаваемой насосом (объём составлял 16,8 л). Электрическая система генерировала ток в 12 V. Мощность генератора составляла 300 Вт. Зажигание производилось при помощи аккумулятора. Топливный бак располагался в задней части автомобиля и вмещал 65 литров (с 1961 по 1963 год), 82 литра — с 1963 года.

## Галерея
- Mercedes-Benz 300SE седан (W112)
- Mercedes-Benz 300SE купе (W112)
- Mercedes-Benz 300SE кабриолет (W112)
- Раллийный автомобиль Mercedes-Benz 300SE